# Eat the Elephant
Eat the Elephant – czwarty album studyjny amerykańskiej grupy muzycznej A Perfect Circle. Wydawnictwo ukazało się 20 kwietnia 2018 roku nakładem wytwórni muzycznej BMG Rights Management.

## Lista utworów
| Nr  | Tytuł utworu                           | Długość |
| --- | -------------------------------------- | ------- |
| 1.  | „Eat The Elephant”                     | 5:14    |
| 2.  | „Disillusioned”                        | 5:54    |
| 3.  | „The Contrarian”                       | 3:59    |
| 4.  | „The Doomed”                           | 4:42    |
| 5.  | „So Long, And Thanks For All The Fish” | 4:26    |
| 6.  | „TalkTalk”                             | 4:09    |
| 7.  | „By And Down The River”                | 5:05    |
| 8.  | „Delicious”                            | 3:50    |
| 9.  | „DLB”                                  | 2:07    |
| 10. | „Hourglass”                            | 5:14    |
| 11. | „Feathers”                             | 5:48    |
| 12. | „Get The Lead Out”                     | 6:41    |
|     |                                        | 57:09   |

## Twórcy albumu
- Matt McJunkins - gitara basowa, keyboard
- Jeff Friedl - perkusja
- Billy Howerdel - gitara basowa, keyboard, gitara, śpiew, produkcja
- James Iha - keyboard, gitara
- Maynard James Keenan - śpiew, produkcja
- Stephen Marcussen - mastering
- Dave Sardy - produkcja, miksowanie
- Dino Paredes - management
- Steven Sebring; J Whitaker - zdjęcia
- UZ - Scratche (utwór nr 12)

## Listy sprzedaży
| Lista                                    | Kraj              | Pozycja |
| ---------------------------------------- | ----------------- | ------- |
| ARIA                                     | Australia         | 2       |
| Ö3 Austria Top 40                        | Austria           | 2       |
| Ultratop. Vlaanderen                     | Belgia            | 7       |
| Ultratop. Wallonie                       | Belgia            | 10      |
| Dutch Album Top 100                      | Holandia          | 12      |
| Suomen Virallinen Lista                  | Finlandia         | 6       |
| IRMA. Albums Chart                       | Irlandia          | 14      |
| Billboard Canadian Albums                | Kanada            | 3       |
| GfK Entertainment charts                 | Niemcy            | 2       |
| Recorded Music NZ. NZ Top 40             | Nowa Zelandia     | 3       |
| OLiS                                     | Polska            | 14      |
| Billboard 200                            | Stany Zjednoczone | 3       |
| Billboard 200. Top Alternative Albums    | Stany Zjednoczone | 1       |
| Billboard 200. Top Rock Albums           | Stany Zjednoczone | 1       |
| Official Charts Company. Scottish Albums | Szkocja           | 6       |
| Swiss Hitparade                          | Szwajcaria        | 2       |
| Sverigetopplistan                        | Szwecja           | 18      |
| Official Charts Company                  | Wielka Brytania   | 12      |